# Plagiochila sharpii
Plagiochila sharpii là một loài rêu trong họ Plagiochilaceae. Loài này được H.L. Blomq. mô tả khoa học đầu tiên năm 1940.